# Bremerhavens voetbalkampioenschap 1903/04
In 1903/04 werd het vierde Bremerhavens voetbalkampioenschap gespeeld. De competitie werd georganiseerd door de Fußballvereinigung an der Unterweser. FC 1896 Geestemünde werd kampioen, doordat deze bond geen onderdeel was van de Duitse voetbalbond was er geen kans om deel te nemen aan de nationale eindronde. FC 1896 Geestemünder werd na dit seizoen ontbonden en kort daarop werd Geestemünder SC opgericht. 

## Eindstand
| Plaats | Club                 | Wed. | W | G | V | Saldo | Ptn |
| ------ | -------------------- | ---- | - | - | - | ----- | --- |
| 1.     | FC 1896 Geestemünde  | 6    | 4 | 1 | 1 | 30:14 | 9:3 |
| 2.     | FC Bremerhaven-Lehe  | 6    | 4 | 0 | 2 | 29:10 | 8:4 |
| 3.     | Eintracht Lehe       | 6    | 2 | 0 | 4 | 6:29  | 4:8 |
| 4.     | FC an der Unterweser | 6    | 1 | 1 | 4 | 10:22 | 3:9 |

|  | Kampioen |